# Franco Pessina
Franco Pessina (* 27. Januar 1933 in Lugano; † 8. Dezember 2021 ebenda) war ein Schweizer Architekt und Hochschullehrer.

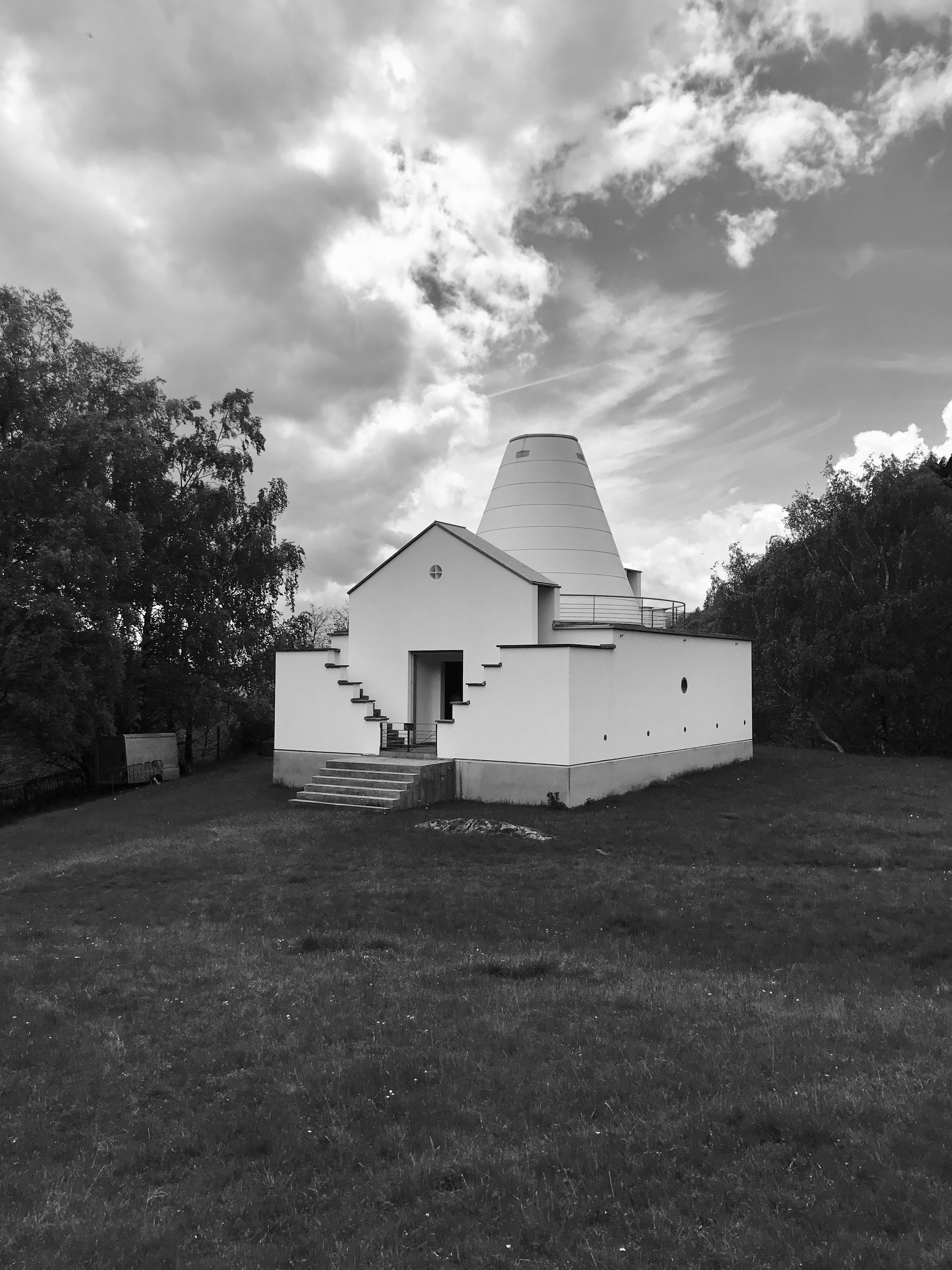
Chiesa Madonna di Fatima, Fraktion Giova-Buseno

## Werdegang
Franco Pessina besuchte das Gymnasium in Lugano und absolvierte anschliessend von 1947 bis 1951 eine Bauzeichnerlehre in Bellinzona. Zwischen 1953 und 1961 führte er sein eigenes Architekturbüro. Ab 1962 arbeitete er zusammen mit Mario Campi und von 1969 bis 1983 mit Niki Piazzoli in der Bürogemeinschaft Campi-Pessina-Piazzoli (CCP) in Lugano und danach, unter Beibehaltung des Firmenlogos wieder mit Campi allein. Pessina war 1983/84 als Lehrbeauftragter an der ETH Zürich tätig. 1984 war er Dozent an der Ecole d’Architecture in Nancy und zwischen 1985 und 1996 Dozent der Scuola tecnica superiore (HTL) des Kantons Tessin in Lugano-Trevano. Ab 1997 führte er wieder ein eigenes Architekturbüro in Lugano.

## Bauwerke
- 1962: Casa Vanini
- 1964: Casa Filippini, Muzzano TI
- 1974: Museo Civico im Castello di Montebello, Bellinzona mit Mario Campi und Niki Piazzoli[6][7]
- 1975: Schulhaus, Caslano
- 1981: Casa Boni, Massagno[8]
- 1983–1985: Wohnanlage, Massagno
- 1986: Casa Kress, Breganzona[9]
- 1986–1988: Kapelle Chiesa Madonna di Fatima, Fraktion Giova-Buseno mit Mario Campi[10][11] und Bauingenieur Edy Toscano[12]
- 1992–1996: Mehrfamilienhaus – Via Beltramina, Lugano mit Mario Campi[13]
- 2001: Dritte Ausbauetappe der ETH Zürich auf dem Hönggerberg (Abteilung Chemie und Werkstoffe)
- 2015: Restaurierung der Kathedrale von Lugano, die 2017 abgeschlossen wurde.